# Élections législatives de 1837 dans l'Aisne
Les élections législatives françaises de 1837 se déroulent le 4 novembre 1837. Dans le département de l'Aisne, sept députés sont à élire dans le cadre d'un scrutin uninominal majoritaire.

## Élus
|   | Arrondissement | Député sortant                 |  | Parti                    | Député élu ou réélu            |  | Parti                    |
| - | -------------- | ------------------------------ |  | ------------------------ | ------------------------------ |  | ------------------------ |
| = | Premier        | Louis Desabes                  |  | Opposition dynastique    | Louis Desabes                  |  | Opposition dynastique    |
| = | Second         | Odilon Barrot                  |  | Opposition dynastique    | Odilon Barrot                  |  | Opposition dynastique    |
| = | Troisième      | Benoît Fould                   |  | Majorité gouvernementale | Benoît Fould                   |  | Majorité gouvernementale |
| = | Quatrième      | Alexandre-François Vivien      |  | Tiers parti              | Alexandre-François Vivien      |  | Tiers parti              |
| = | Cinquième      | Théodore Quinette de Rochemont |  | Opposition dynastique    | Théodore Quinette de Rochemont |  | Opposition dynastique    |
| = | Sixième        | Armand Lherbette               |  | Opposition dynastique    | Armand Lherbette               |  | Opposition dynastique    |
| = | Septième       | Xavier de Sade                 |  | Opposition dynastique    | Xavier de Sade                 |  | Opposition dynastique    |

## Résultats

### Résultats globaux
|                | Parti du Mouvement       | 1 325 | 61,26  | 5 |  |  |
|                |                          |       |        |   |  |  |
|                | Parti de la Résistance   | 550   | 25,43  | 1 |  |  |
|                |                          |       |        |   |  |  |
|                | Tiers parti              | 267   | 12,34  | 1 |  |  |
|                |                          |       |        |   |  |  |
|                | Indépendants             | 12    | 0,55   | 0 |  |  |
|                |                          |       |        |   |  |  |
|                | Oppositions monarchistes | 7     | 0,32   | 0 |  |  |
|                |                          |       |        |   |  |  |
|                | Opposition républicaine  | 2     | 0,09   | 0 |  |  |
|                |                          |       |        |   |  |  |
|                |                          |       |        |   |  |  |
| Inscrits       | Inscrits                 | 3 130 | 100,00 |   |  |  |
| Abstentions    | Abstentions              | 749   | 23,93  |   |  |  |
| Votants        | Votants                  | 2 381 | 76,07  |   |  |  |
| Blancs et nuls | Blancs et nuls           | 218   | 9,16   |   |  |  |
| Exprimés       | Exprimés                 | 2 163 | 90,84  |   |  |  |

### Résultats par circonscription

#### Premier arrondissement
- Député sortant : Louis Desabes (Opposition dynastique), réélu.

|                  | Louis Desabes* | Opposition dynastique | 293 | 100,00 |  |  |
|                  |                |                       |     |        |  |  |
| Inscrits         | Inscrits       | Inscrits              | 569 | 100,00 |  |  |
| Abstentions      | Abstentions    | Abstentions           | 119 | 20,91  |  |  |
| Votants          | Votants        | Votants               | 450 | 79,09  |  |  |
| Blancs et nuls   | Blancs et nuls | Blancs et nuls        | 157 | 34,89  |  |  |
| Exprimés         | Exprimés       | Exprimés              | 293 | 65,11  |  |  |
| * député sortant |                |                       |     |        |  |  |

#### Deuxième arrondissement
- Député sortant : Odilon Barrot (Opposition dynastique), réélu.

|                  | Odilon Barrot*    | Opposition dynastique    | 226 | 92,62  |  |  |
|                  | Alphonse Foy      | Tiers parti              | 14  | 5,74   |  |  |
|                  | Alfred de Marmier | Majorité gouvernementale | 4   | 1,64   |  |  |
|                  |                   |                          |     |        |  |  |
| Inscrits         | Inscrits          | Inscrits                 | 408 | 100,00 |  |  |
| Abstentions      | Abstentions       | Abstentions              | 136 | 33,33  |  |  |
| Votants          | Votants           | Votants                  | 272 | 66,67  |  |  |
| Blancs et nuls   | Blancs et nuls    | Blancs et nuls           | 28  | 10,29  |  |  |
| Exprimés         | Exprimés          | Exprimés                 | 244 | 89,71  |  |  |
| * député sortant |                   |                          |     |        |  |  |

#### Troisième arrondissement
- Député sortant : Benoît Fould (Majorité gouvernementale), réélu.

|                  | Benoît Fould*             | Majorité gouvernementale | 242 | 84,32  |  |  |
|                  | M. Arago                  | Opposition dynastique    | 30  | 10,45  |  |  |
|                  | Louis Ecarnot             | Indépendant              | 12  | 4,18   |  |  |
|                  | Alexandre-François Vivien | Tiers parti              | 3   | 1,05   |  |  |
|                  |                           |                          |     |        |  |  |
| Inscrits         | Inscrits                  | Inscrits                 | 351 | 100,00 |  |  |
| Abstentions      | Abstentions               | Abstentions              | 60  | 17,09  |  |  |
| Votants          | Votants                   | Votants                  | 291 | 82,91  |  |  |
| Blancs et nuls   | Blancs et nuls            | Blancs et nuls           | 4   | 1,37   |  |  |
| Exprimés         | Exprimés                  | Exprimés                 | 287 | 98,63  |  |  |
| * député sortant |                           |                          |     |        |  |  |

#### Quatrième arrondissement
- Député sortant : Alexandre-François Vivien (Tiers parti), réélu.

|                  | Alexandre-François Vivien* | Tiers parti    | 250 | 96,53  |  |  |
|                  | Antoine Fouquier d'Hérouel | Légitimiste    | 7   | 2,70   |  |  |
|                  | Étienne Garnier-Pagès      | Républicain    | 2   | 0,77   |  |  |
|                  |                            |                |     |        |  |  |
| Inscrits         | Inscrits                   | Inscrits       | 382 | 100,00 |  |  |
| Abstentions      | Abstentions                | Abstentions    | 120 | 31,41  |  |  |
| Votants          | Votants                    | Votants        | 262 | 68,59  |  |  |
| Blancs et nuls   | Blancs et nuls             | Blancs et nuls | 3   | 1,15   |  |  |
| Exprimés         | Exprimés                   | Exprimés       | 259 | 98,85  |  |  |
| * député sortant |                            |                |     |        |  |  |

#### Cinquième arrondissement
- Député sortant : Théodore Quinette de Rochemont (Opposition dynastique), réélu.

|                  | Théodore Quinette de Rochemont* | Opposition dynastique | 260 | 100,00 |  |  |
|                  |                                 |                       |     |        |  |  |
| Inscrits         | Inscrits                        | Inscrits              | 454 | 100,00 |  |  |
| Abstentions      | Abstentions                     | Abstentions           | 176 | 38,77  |  |  |
| Votants          | Votants                         | Votants               | 278 | 61,23  |  |  |
| Blancs et nuls   | Blancs et nuls                  | Blancs et nuls        | 18  | 6,47   |  |  |
| Exprimés         | Exprimés                        | Exprimés              | 260 | 93,53  |  |  |
| * député sortant |                                 |                       |     |        |  |  |

#### Sixième arrondissement
- Député sortant : Armand Lherbette (Opposition dynastique), réélu.

|                  | Armand Lherbette* | Opposition dynastique    | 287 | 52,47  |  |  |
|                  | Alphonse Paillet  | Majorité gouvernementale | 260 | 47,53  |  |  |
|                  |                   |                          |     |        |  |  |
| Inscrits         | Inscrits          | Inscrits                 | 614 | 100,00 |  |  |
| Abstentions      | Abstentions       | Abstentions              | 65  | 10,59  |  |  |
| Votants          | Votants           | Votants                  | 549 | 89,41  |  |  |
| Blancs et nuls   | Blancs et nuls    | Blancs et nuls           | 2   | 0,36   |  |  |
| Exprimés         | Exprimés          | Exprimés                 | 546 | 99,64  |  |  |
| * député sortant |                   |                          |     |        |  |  |

#### Septième arrondissement
- Député sortant : Xavier de Sade (Opposition dynastique), réélu.

|                  | Xavier de Sade*     | Opposition dynastique    | 230 | 83,88  |  |  |
|                  | Jean-Gilbert Ymbert | Majorité gouvernementale | 81  | 16,12  |  |  |
|                  |                     |                          |     |        |  |  |
| Inscrits         | Inscrits            | Inscrits                 | 352 | 100,00 |  |  |
| Abstentions      | Abstentions         | Abstentions              | 73  | 20,74  |  |  |
| Votants          | Votants             | Votants                  | 279 | 79,26  |  |  |
| Blancs et nuls   | Blancs et nuls      | Blancs et nuls           | 6   | 2,15   |  |  |
| Exprimés         | Exprimés            | Exprimés                 | 273 | 97,85  |  |  |
| * député sortant |                     |                          |     |        |  |  |

## Rappel des résultats départementaux des élections de 1834

### Élus en 1834
| Arr.             | Élu(e) | Élu(e)                   | Élu(e)                     | Élu(e)               | Élu(e)               | Battu(e) (seconde place) | Battu(e) (seconde place) | Battu(e) (seconde place)       | Battu(e) (seconde place) | Battu(e) (seconde place) |
| Arr.             | Parti  | Parti                    | Nom                        | % suffrages exprimés | % suffrages exprimés | Parti                    | Parti                    | Nom                            | % suffrages exprimés     | % suffrages exprimés     |
| Arr.             | Parti  | Parti                    | Nom                        | 1er tour             | 2e tour              | Parti                    | Parti                    | Nom                            | 1er tour                 | 2e tour                  |
| ---------------- | ------ | ------------------------ | -------------------------- | -------------------- | -------------------- | ------------------------ | ------------------------ | ------------------------------ | ------------------------ | ------------------------ |
| Premier          |        | Opposition dynastique    | Louis Desabes              | 56,66 %              | -                    |                          | Majorité gouvernementale | Amédée Tribalet                | 20,37 %                  | -                        |
| Second           |        | Opposition dynastique    | Odilon Barrot*             | 65,67 %              | -                    |                          | Tiers parti              | Alphonse Foy                   | 34,33 %                  | -                        |
| Troisième        |        | Majorité gouvernementale | Benoît Fould               | 63,80 %              | -                    |                          | Majorité gouvernementale | Jean-Gilbert Ymbert            | 32,26 %                  | -                        |
| Quatrième        |        | Tiers parti              | Alexandre-François Vivien* | 57,96 %              | -                    |                          | Légitimiste              | Antoine Fouquier d'Hérouel     | 37,61 %                  | -                        |
| Cinquième        |        | Majorité gouvernementale | Horace Sebastiani*         | 53,67 %              | -                    |                          | Opposition dynastique    | Aimé Joseph Jourdan            | 46,33 %                  | -                        |
| Sixième          |        | Opposition dynastique    | Armand Lherbette*          | 47,79 %              | 53,78 %              |                          | Majorité gouvernementale | Charles Broquart des Bussières | 45,43 %                  | 46,22 %                  |
| Septième         |        | Opposition dynastique    | Xavier de Sade*            | 89,64 %              | -                    |                          | Majorité gouvernementale | Jean-Gilbert Ymbert            | 10,36 %                  | -                        |
| * député sortant |        |                          |                            |                      |                      |                          |                          |                                |                          |                          |

Dans le cinquième arrondissement, une élection partielle est organisée au cours de la législature en raison de la nomination d'Horace Sebastiani comme ambassadeur de France au Royaume-Uni. Le maire de Soissons Théodore Quinette de Rochemont, candidat de l'opposition dynastique, est élu le 15 janvier 1835.